# Великозагорівська волость
Великозагорівська волость — історична адміністративно-територіальна одиниця Борзнянського повіту Чернігівської губернії з центром у селі Велика Загорівка.
Станом на 1885 рік складалася з 12 поселень, 38 сільських громад. Населення — 8166 осіб (3977 чоловічої статі та 4189 — жіночої), 1515 дворових господарств.
|                     | Площа, десятин | У тому числі орної, дес. |
| ------------------- | -------------- | ------------------------ |
| Сільських громад    | 8482           | 7440                     |
| Приватної власності | 7745           | 5275                     |
| Іншої власності     | 133            | 114                      |
| Загалом             | 16360          | 12829                    |

Основні поселення волості:
- Велика Загорівка — колишнє державне та власницьке село при річці Кудін за 10 верст від повітового міста, 3076 осіб, 610 дворів, православна церква, школа, 2 постоялих двори, 2 постоялих будинки, 3 лавки, 3 вітряних млини.
- Красилівка — колишнє державне село та власницьке при річці Кудін, 1430 осіб, 219 дворів, православна церква, постоялий будинок, вітряний млин.
- Мала Загорівка — колишнє державне село та власницьке при річці Кудін, 823 особи, 154 двори, православна церква, постоялий будинок, лавка.
- Плиски — колишнє державне село та власницьке при річці Плиска, 2279 осіб, 470 дворів, православна церква, школа, 4 постоялих будинки, 7 лавок.

Наприкінці XIX сторіччя із волості була відокремлена Плисківська волость.
1899 року у волості налічувалось 18 сільських товариств. Внаслідок територіальних змін, населення зменшилось до 6495 осіб (3278 чоловічої статі та 3217 — жіночої).